# ロバート・ザイオン

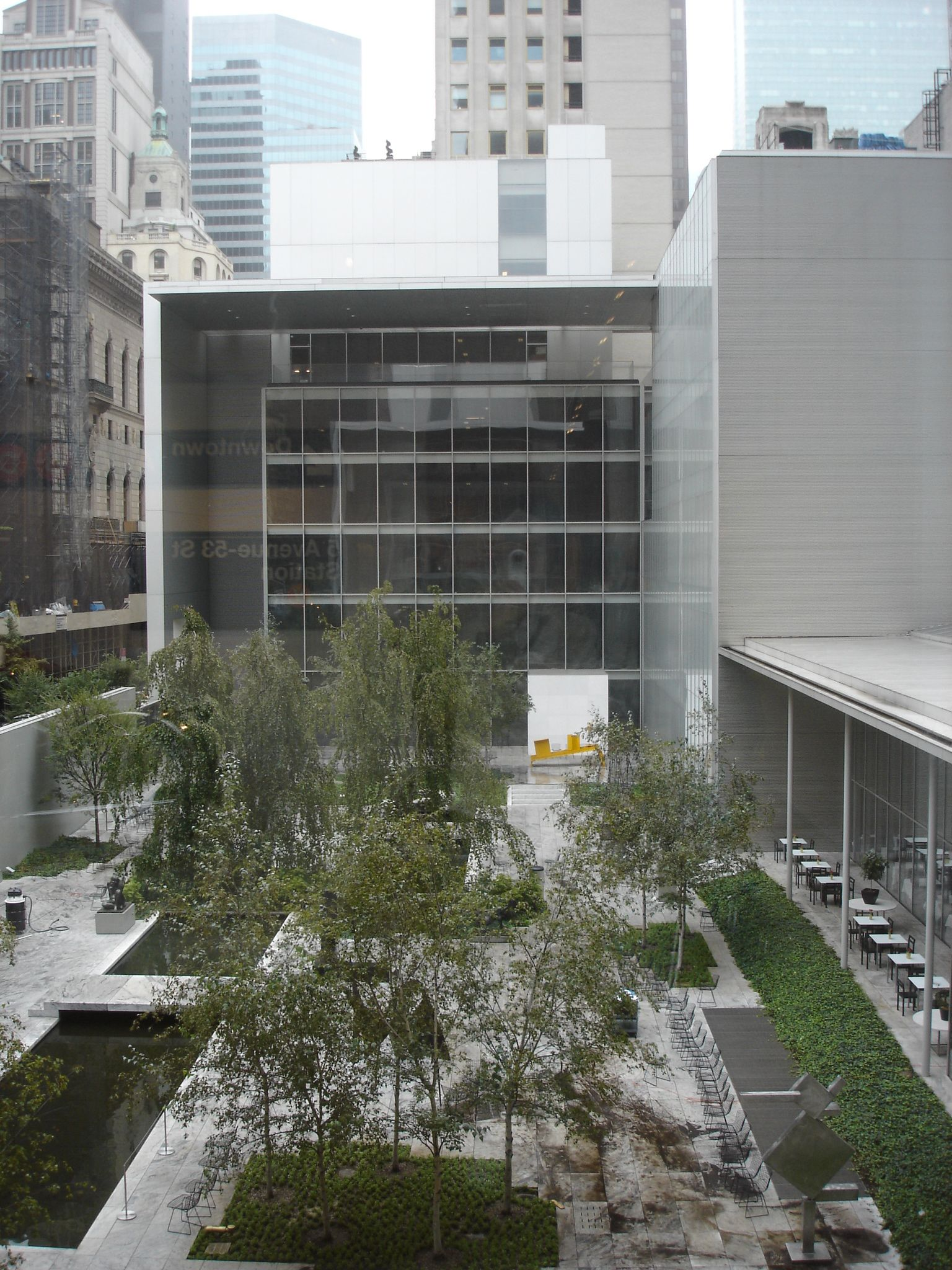
ニューヨーク近代美術館中庭

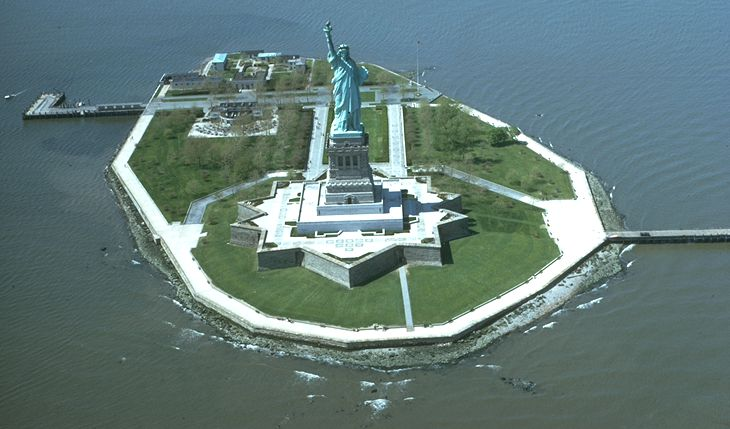
自由の女神島

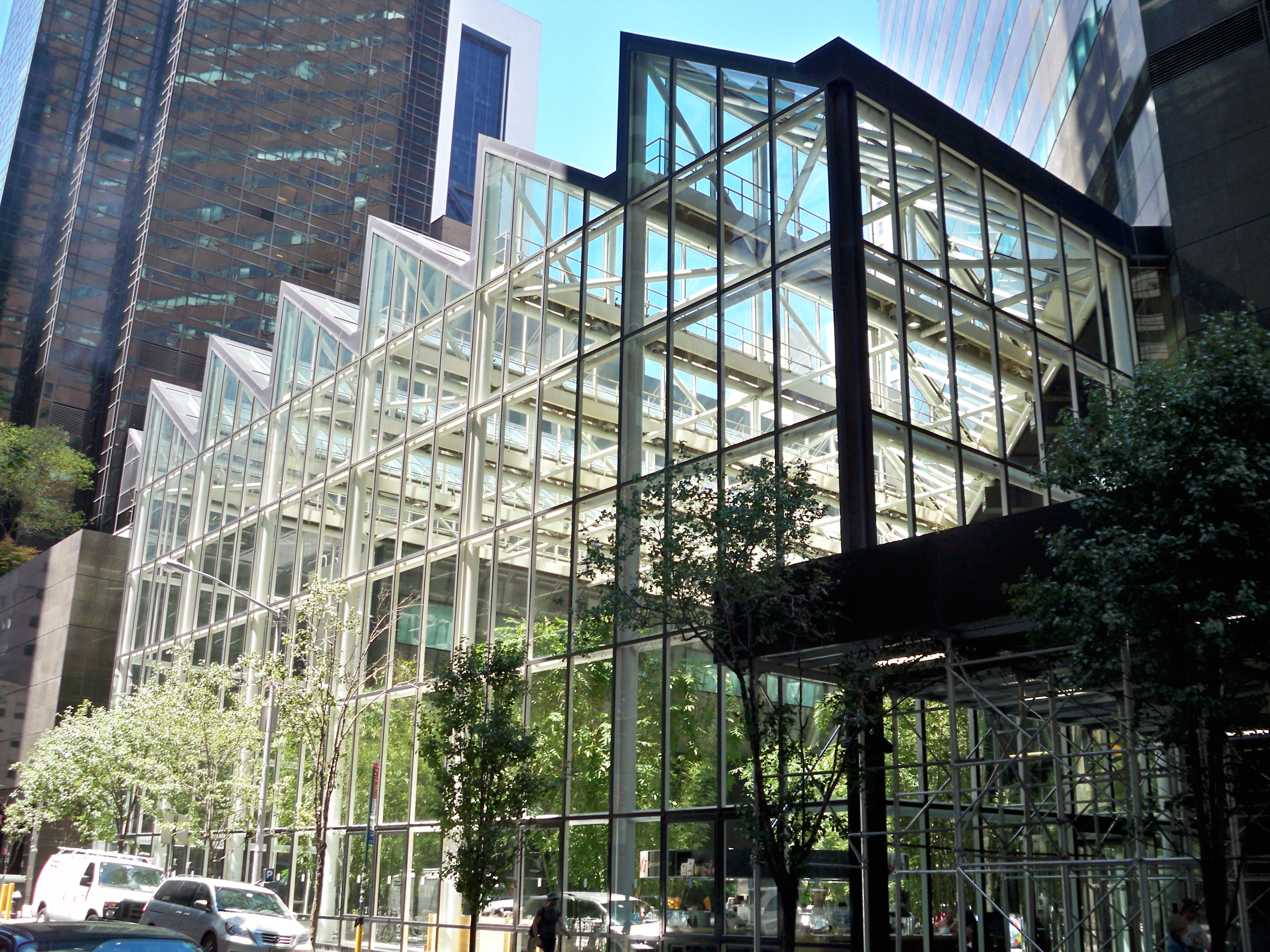
IBM竹のアトリウム

ロバート・ザイオン（Robert Lewis Zion、1921年 - 2000年）は、アメリカの造園家、ランドスケープアーキテクト。ポケットパークの作者として知られる。

## 人物概要
1921年、ニューヨーク州ニューヨーク市マンハッタンで生まれる。1945年、ハーバード大学工業経営アドミニストレーション専攻を卒業し、短期間兵役に就いた後、ハーバード大学大学院のビジネススクールに進学、2年後はデザインスクールに進学し1949年、大学院ランドスケープデザイン専攻修士課程を修了、修士号2つのほか弁護士資格取得。卒業時にはチャールズ・エリオット奨学金を獲得して、1年間ヨーロッパと北アフリカへ調査旅行する。
1951年から林野局に林務官として勤めるが、しかし官僚の気風があわず1年でやめてイオ・ミン・ペイオフィスに5年間在籍。1957年にニューヨークで同じくハーバード大学でランドスケープの修士号を取得したハロルド・ブリーンらとランドスケープ・デザインの設計事務所、ザイオン＆ブリーン・アソシエイツ設立。活動開始。ニューヨークで約10年間設計活動を行っている。1961年には、ニューヨーク近代美術館中庭を設計した。
ニューヨークでワーグナーとリンゼイ政権の間に、市の芸術委員会委員を務めた。キャリアの中でフィリップ・ジョンソン、エドワード・ララビー・バーンズ、イオ・ミン・ペイといったアメリカで著名な建築家らと働いた。過去三十年の実績の中では大規模公共事業が占めるが、むしろペイリー・パークで名声を得た。
1963年ヴェスト・ポケットパークをニューヨーク市へ提案。これがペイリーパークとして実現する。特にペイリー・パークは、ニューヨークの公共空間について考える新しい方法をもたらした。ウィリアム・S・ペイリーCBSの会長の委嘱と彼の父親の名前が付けられ、プロジェクト、ベストポケットパークのコンセプトは、マンハッタンのグリッドから、小規模な個人経営維持程度の中間ブロック緩和帯導入となった。1967年の完了する前に、専門家は、3エーカーよりも小さい公園は適切に維持することができないと主張した。しかし、主にペイリー・パークの成功からは、小さな公園や広場の作成は、ニューヨーク市のプランナーの公式方針となる。
1967年にはペイリーパークのほかにニューヨークでは東42丁目のフォード財団ビルの美しいアトリウムがある。フォード財団のアトリウムは、より緑豊かに植えられたが、主に公共空間の限界が残った。人々は建物に入り、まっすぐ狭い道に沿ってアトリウムの中を歩くだけで、座ってあるいはそこに徘徊することは許されない雰囲気があった。
1968年から、ニュージャージー州イミレースタウンにオフィスを移転。それまでニュージャージー州の自宅からマンハッタンへ通勤するのにうんざりして、イミレースタウンのリンカーン大統領の孫が使っていたという小さな工場の建物に彼のオフィスに移動。
ハーバード大学、ペンシルベニア大学で客員講師を務め、引っ越して以降もニューヨーク市芸術委員会のメンバーを歴任する。このほかプラット・インスティテュートの教授、エルサレムの旧市街のマスタープランのコンサルタントを務めた。
晩年はニュージャージー州の歴史的保全に活躍していた。主な目標は、郊外の開発から、州の農村居住地を守るためだった。イミレースタウンで交通事故にあい、ニュージャージー州で亡くなる。近くのクリームリッジに住んでいた。

## 代表作

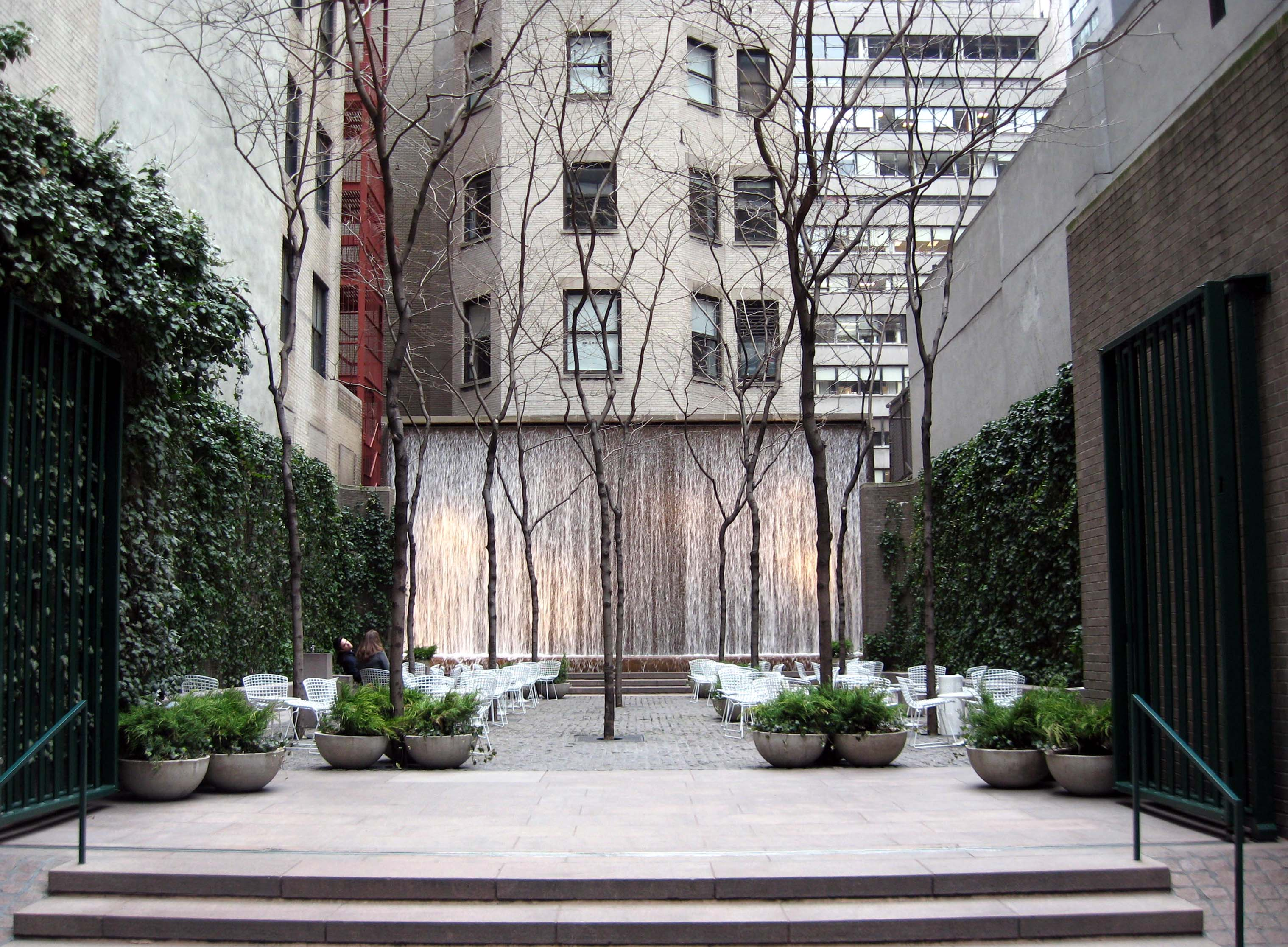
ペイリーパーク

- ペイリーパーク

リビング  趣味 元祖ポケットパーク、ペイリーパーク1：イザ！
- ニューヨーク近代美術館中庭

リビング  趣味 ニューヨーク・近代美術館MoMAのアーバン・ガーデン：イザ！
同美術館の顧問でもあった。
- Rushtonの庭（Birmingham Botanical Garden）

1987年に設計されたヨーロッパスタイルの庭園であるエリザベス・ペリー・ラシュトンのメモリアルに、ウィリアム・ジェームズ・ラシュトンによって設立されたガーデンセンターの前に1999年、ブラント教育ウィングが開設、その移転やスタイルの変更を必要とした。ビリーとラヴォナ・ラシュトンによって寄進された新しいラシュトンガーデンは最後の作品。緑豊かな静かでカジュアルな隠れ家を造るべく砕石の中庭と湾曲石の壁と一緒に自然の植え付けと水の機能を織り込み、美しい庭園を作り上げた。
- IBM本社ワールドヘッドクウォーターアトリウム

56thストリートに位置し、マディソンアベニュー沿いにあるIBMビルのアトリウムは、最小限に抑えているが、洗練された関節空隙を再び介入する。ララビーバーンズによって設計され1982年に完成した建物アトリウムでは、ゾーニングの要件を満たすために調整され、十分ではあるがしかし嫌悪な空間であったが、ザイオンはアトリウムの高さを脚色するために竹の木を使用。葉は天窓から太陽の光を収集し、以下の石畳にまだらのパターンを作成し、空間を介してそれをフィルタリングした。
- ノースカロライナ州リサーチトライアングルパーク

- シンシナティ・リバーフロント公園  (The Bank) （The Bank）

ザイオンはもとは河川公園の1区画を担当する予定であったが、マスタープランの不備を指摘し、独自に全体計画案を作成して当局と交渉。実施の運びとなる。チボリ公園を参考にしたという。
- フィリップモリス社主生産工場（Philip Morris Cigarette Manufacturing Plant）

建築はSOM。バージニア州リッチモンド
- カナワ・プラザ（Kanawha plaza、1980年）

バージニア州リッチモンド。主要道路グリーン橋がまたがる。Callery梨と南のモクレンで覆い隠す。: 高速道路上部の広場、噴水を配して車の騒音をかき消すとともに、涼しさや遊びの場を提供。道路両側に当たる部分で、真ん中は芝生広場に。
- Rustic Retreat (Key West, Florida)

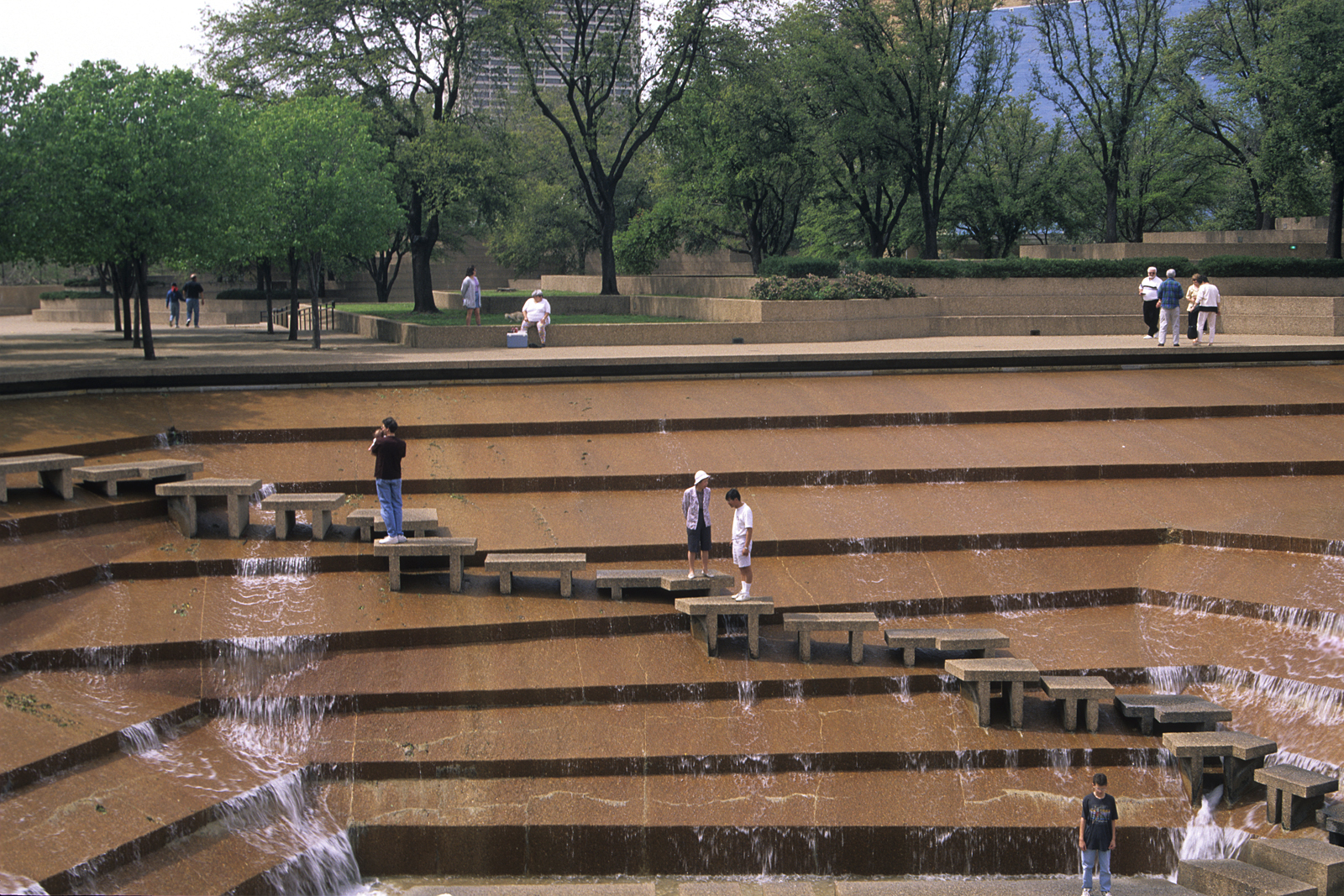
フォートワース・ウォーターガーデン

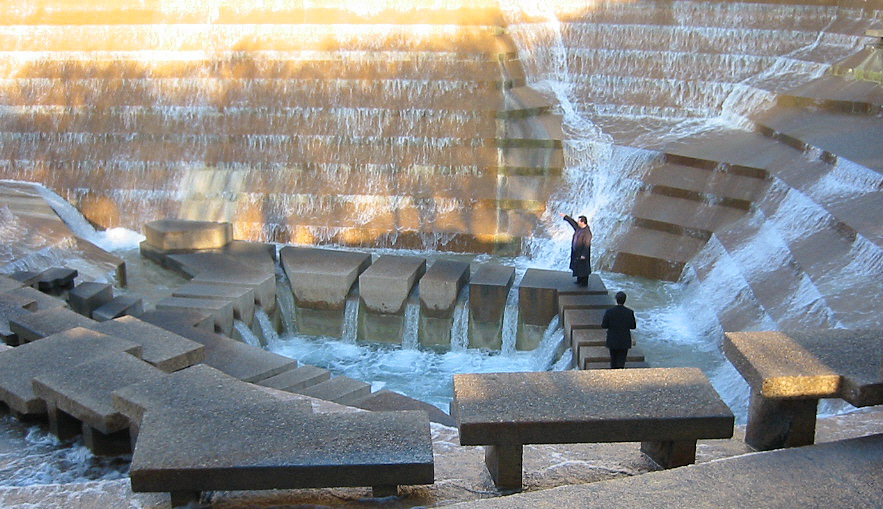
フォートワース・ウォーターガーデン

- PPGインダストリーズ本社ビル・ランドスケープ

ペンシルベニア州ピッツバーグ
- プロテクティブ本社ビル

- ワン・ケンブリッジコート アトランティックセンター

- ウェイボセットヒル公園 ウェイボセット・ヒル再開発計画

- イェール大学大学院研究室棟

- チャタム・センター人工地盤植樹

- シティバンクのオフィスタワー（クイーンズランド州ロングアイランド）

- ブロンクス・Co-opシティのランドスケープデザイン

- プリンストン大学高等研究所ランドスケープ

- イェール大学学長邸ガーデン

- ウエストヒルズ（テネシー州） (West Hills (Knoxville, Tennessee))

- フォートワース・ウォーターガーデン  (Fort Worth Water Gardens)

テキサス州フォートワースにある。フィリップ・ジョンソンと。1974年
- ベイフロントプラザウォーターガーデン

テキサス州コーパスクリスティ
- Triangle Park  (Triangle Park)  (Lexington, Kentucky)  site: Triangle Park Event Planning Guide

- リバティ島リバティステートパーク/自由の女神島

- ジャージーシティ・リバティー州立公園

- Granpark広場・コラボレーションワーク

東京都港区、田町駅東口再開発地区　景観設計株式会社・東京らと。財団法人都市緑化機構・第18回緑の都市賞・読売新聞社賞を受賞

## その他
- 創造的活動を行うためとして、オフィスの勤務形態は週休三日制としていた
- 日本での作品には、2000年（平成12年）に開業した複合施設「代官山アドレス」（東京都渋谷区代官山町）のランドスケープがある

## 著書
- Trees for Architecture and Landscape (Landscape Architecture),1994 ( 街路樹用樹木のカタログ「Trees」)